# Quý cô Sarah Chatto
Sarah Frances Elizabeth Chatto (họ thời con gái: Armstrong-Jones; sinh ngày 1 tháng 5 năm 1964) là con gái duy nhất của Margaret của Liên hiệp Anh và là cháu gái của Elizabeth II. Bà là người cháu trẻ nhất của Vua George VI và Vương hậu Elizabeth. Khi sinh ra, bà đứng thứ 7 trong danh sách kế vị ngai vàng Anh Quốc; hiện giờ, bà đứng thứ 27 trong danh sách.

## Thiếu thời và học vấn
Sarah Armstrong-Jones được sinh ra vào ngày 1 tháng 5 năm 1964 tại Cung điện Kensington ở Luân Đôn. Bà là con út và là con gái duy nhất của Margaret của Liên hiệp Anh. Bà được rửa tội tại nhà nguyện riêng ở Cung điện Buckingham vào ngày 13 tháng 7 năm 1964.
Sarah là mẹ đỡ đầu của Vương tử Harry, Công tước xứ Sussex, Quý cô Rose Gilman và Louise Windsor. Các chị em cùng cha khác mẹ của bà là: Polly Fry (sinh năm 1960), Quý cô Frances Armstrong-Jones (sinh năm 1978) và Jasper Cable-Alexander (sinh năm 1998).
Cha mẹ bà ly thân khi bà 12 tuổi và ly hôn khi bà 14 tuổi. Sarah và anh bà là David (lúc đó là Tử tước Linley) đã dành những ngày cuối tuần với với cha hoặc mẹ tại Nymans hoặc Royal Lodge. Bà thường dành những ngày nghỉ lễ của mình tại Dinh thự Sandringham và Lâu đài Balmoral. Sarah đã vẽ rất nhiều tranh phong cảnh ở những nơi này.
Sarah là phù dâu ở đám cưới của anh họ Charles III và cố Vương phi xứ Wales Diana Spencer. Bà cùng với mẹ và anh trai đã có một chuyến thăm chính thức tới Trung Quốc và Hồng Kông.
Bà theo học Trường Bedales và rời đi với một điểm A-level duy nhất ở môn Nghệ thuật. Sau đó, bà theo học ở Trường Nghệ thuật Camberwell. Bà cũng học môn Nghệ thuật tại Học viện Hoàng gia. Sau đó, bà dành 2 năm ở Ấn Độ với cha, nơi ông được thuê để chụp ảnh trong quá trình sản xuất phim A Passage to India. Trở về Anh, bà theo học tại Middlesex Polynetich (sau này đổi tên thành Đại học Middlesex từ năm 1992).

## Đời sống nghề nghiệp
Chatto luôn trưng bày các tác phẩm của mình dưới cái tên Sarah Armstrong-Jones tại Phòng trưng bày Redfern từ năm 1995. Các tác phẩm của bà đã có được 2 giải thưởng: Giải thưởng Winsor & Newton vào năm 1988 và Giải thưởng Phong cảnh Creswick vào năm 1990.
Vào năm 2004, cô trở thành Phó chủ tịch Đoàn Ballet Hoàng gia, với Charles, Thân vương xứ Wales là Chủ tịch. Nữ vương là Người bảo trợ.

## Hôn nhân và con cái
Phu nhân Sarah gặp Danniel Chatto lúc ở Ấn Độ với cha vào những năm 1980. Ông xuất thân từ một gia đình nghệ thuật có cha là nam diễn viên Tom Chatto (1920 - 1982) và mẹ là T.A (tạm dịch: "người đại diện tài năng/nghệ sĩ") Ros Chatto (tên khai sinh là Rosalind Joan Thompson; qua đời năm 2012).
Họ kết hôn vào ngày 14 tháng 7 năm 1994. Chiếc váy cưới của bà được thiết kế bởi Jasper Conran. Những phù dâu của bà lúc đó đều là những thiếu niên: Phu nhân Frances, Zara Phillips (con gái chị họ bà, Anne, Vương nữ Vương thất) và Tara Noble-Singh, một người bạn của gia đình.
Sarah và chồng có 2 con trai:
- Samuel David Benedict Chatto (sinh ngày 28 tháng 7 năm 1996) đứng thứ 29 trong danh sách kế vị ngai vàng tính tới tháng 5 năm 2022.
- Arthur Robert Nathaniel Chatto (sinh ngày 5 tháng 2 năm 1999) đứng thứ 30 trong danh sách kế vị ngai vàng tính tới tháng 5 năm 2022.